# Palpares amitinus
Palpares amitinus är en insektsart som beskrevs av Hermann Julius Kolbe 1906. Palpares amitinus ingår i släktet Palpares och familjen myrlejonsländor. Inga underarter finns listade i Catalogue of Life.